# Rajaji
Rajaji (Chakravarthi Rajagopalachari), född i december 1878 i Salem, död  25 december 1972), det självständiga Indiens andre generalguvernör, var utbildad jurist, författare, statsman och en religiös personlighet. Han tjänstgjorde även som premiärminister i delstaten Madras. 
Under 1940-talet hade Rajaji tillhört det absoluta ledarskiktet i Kongresspartiet, men började under 1950-talet starkt kritisera Nehru och sitt gamla parti och dess socialistiska linje, för att istället grunda Swatantra Party med ett liberalt program för det indiska näringslivet. Först 1991 bytte man fot i Kongresspartiet och övergick till den politik Rajaji agiterat för fyra decennier tidigare.
Rajaji ersatte 1948 Louis Mountbatten som generalguvernör över det självständiga Indien, en post han behöll till 1950 när Indiens nya grundlag trädde i kraft och sprängde banden till den brittiska kronan. Förste president blev då Rajendra Prasad. Sedan republiken alltså införts blev Rajaji minister i Nehrus regering, senare också inrikesminister. Han tillträdde som premiärminister i Madras 1952, och stannade på denna post till 1954. Sistnämnda år blev Rajaji en av de första att emotta Bharat Ratna, Indiens högsta hedersutmärkelse.